# Bataille d'Antioche du Méandre
Guerre entre l'empire byzantin et les Seldjoukides
Batailles
- Kapetrou
- 1re Manzikert
- Césarée
- Iconium
- 2e Manzikert
- Campagnes seldjoukides en mer Égée
- 2e Nicée
- 3e Nicée (en)
- Philomélion
- Campagnes de Jean II Comnène
- Laodicée
- Shaizar
- Myriokephalon
- Hyelion et Leimocheir
- Cotyaeum
- Trébizonde
- Antalya
- Antioche du Méandre

La bataille d'Antioche du Méandre (aussi appelé bataille d'Alaşehir) est un engagement militaire près d'Antioche du Méandre entre les forces de l'empire de Nicée et les Seldjoukides du sultanat de Roum. La défaite turque assure à l'empire de Nicée son hégémonie sur la côte occidentale de l'Asie Mineure. Le sultan Kay Khusraw Ier est tué dans la bataille.

## Contexte
À la suite de la chute de Constantinople, prise en 1204 par les croisés de la quatrième croisade, et de la partition de l'empire byzantin qui s'ensuit, le sultan de Roum donne l'asile à l'empereur déposé Alexis III. Le sultan utilise ensuite le prétexte du soutien à Alexis dans sa volonté de reprendre le pouvoir pour attaquer le gendre de celui-ci, Théodore Lascaris, couronné empereur en 1208. Ce dernier a reconstitué l'empire byzantin à l'ouest de l'Anatolie, reprenant les prétentions de l'Empire romain. Or, après avoir échoué à convaincre Théodore d'abdiquer en faveur d'Alexis, le sultan décide de l'attaquer au cours de l'année 1211.

## La bataille
Kay Khusraw devait payer lourdement cette invasion puisqu'il périt dans la bataille. L'armée Seldjoukide est initialement victorieuse, les 800 cavaliers latins mercenaires au service de Théodore subissant de lourdes pertes à la suite de leur charge impétueuse. Épuisés par l'assaut, les Latins sont encerclés et repoussés par les Turcs. Cependant, ces derniers s'arrêtent à l'approche du camp nicéen pour le piller. Cela permet aux forces de Théodore de se rallier et de contre-attaquer les forces turques désorganisées. Théodore qui recherche Kay Khusraw finit par l'engager dans un combat singulier d'où il sort victorieux. Les sources relatent que Théodore est d'abord jeté de son cheval par le sultan. Mais l'empereur de Nicée réussit à faire de même avec son adversaire en tailladant les chevilles de son cheval et une fois que le sultan tombe, Théodore le poignarde au cœur. Par la suite, les forces seldjoukides sont mises en déroute. L'ancien empereur Alexis III est capturé durant la bataille et emprisonné de suite. Il finit ses jours reclus dans un monastère. À la suite de la bataille, les Turcs transportent à Konya le corps de leur sultan où il est enterré dans la mosquée d'`Ala'ad-Dîn Camii.

## Conséquences
La bataille libère l'empire de Nicée de la pression des Turcs mais l'armée de Lascaris a lourdement souffert. En particulier, ses très efficaces mercenaires latins ont été presque totalement annihilés. De fait, Théodore ne peut pas efficacement défendre son territoire d'une attaque de l'empire latin de Constantinople et doit lui céder des territoires le long de la mer de Marmara. Cependant, cette victoire permet à Théodore d'obtenir un prestige considérable et la capture d'Alexis met fin à l'opposition interne à son pouvoir. La bataille est aussi la dernière d'importance entre les Seldjoukides et les Byzantins. En effet, les Seldjoukides échouent dans leur tentative de contrôler l'ensemble de l'Asie Mineure et l'empire de Nicée se renforce progressivement, au contraire du sultanat de Roum qui s'affaiblit.